# Djakaridja Koné
Pour les articles homonymes, voir Koné.
Djakaridja Koné, né le 22 juillet 1986 à Abidjan (Côte d'Ivoire), est ancien un footballeur international burkinabè, possédant également la nationalité ivoirienne. Il jouait au poste de milieu défensif.

## Biographie

### En club
Au début de la saison 2005-2006, il signe à l'Hapoël Petah-Tikva qui évolue dans le championnat d’Israël de football, mais il y joue rarement, passant la majorité des matchs sur le banc. À la fin de la saison, il est prêté à l'Hapoël Haïfa qui joue en Ligue nationale (deuxième division israélienne), où il devient un titulaire régulier. Il reste deux ans à l'Hapoël Haïfa, puis retourne à l'Hapoël Petah-Tikva où il signe un nouveau contrat de deux ans. Koné est alors titulaire au poste de milieu défensif pour sa première véritable saison en première division, mais lors de la treizième journée de championnat, il subit une blessure qui l'empêche de disputer les trois matchs suivants. Ils sont tous perdus par son équipe. Même après son retour, il ne parvient pas à retrouver son meilleur niveau.
Vers la fin de la saison, Meir Shamir, dirigeant du club, souhaite se séparer de Koné. Il est alors mis à l'essai dans le club roumain du Dinamo Bucarest, faisant le stage d'avant-saison avec l'équipe en France,. L'entraîneur Dario Bonetti s'intéresse à lui et demande qu'il reste. Il signe donc un contrat de trois saisons avec le Dinamo.
Il débute au Dinamo en tant que remplaçant d'Ousmane N'Doye, mais à la suite du départ du Sénégalais pour le FC Astra Ploiești en janvier 2011, Koné gagne sa place de titulaire. Il devient ensuite un des meilleurs joueurs du Dinamo, étant nommé homme du match lors de la finale de la Coupe de Roumanie 2012, remportée par le Dinamo contre le Rapid Bucarest.
En août 2012, il signe pour trois saisons en faveur d'Évian Thonon Gaillard. Blessé à la cheville durant sa première saison en France, opéré en mars 2013, il joue la plupart de ses matchs suivants avec une gêne.
Fin août 2015, il rejoint la Turquie en signant au club de Sivasspor.
En raison de plusieurs blessures, Djakaridja Koné est contraint de mettre fin à ma carrière à l’âge de 30 ans en 2016.

### En sélection
De parents ivoiriens et ayant grandi en Côte d'Ivoire, les grands-parents de Djakaridja Koné sont quant à eux burkinabè. Il commence sa carrière en sélection nationale avec les moins de 17 ans puis les moins de 19 ans de la Côte d’Ivoire, mais étant donné que les championnats dans lesquels il évolue (israélien puis roumain), il lui est difficile d’intégrer les Éléphants, l'équipe de côte d'ivoire de football, estimant qu'« il fallait être dans les grands championnats pour avoir une petite chance d’être retenu ». C'est la raison pour laquelle il accepte en 2011 de rejoindre la sélection burkinabè. Il déclare à ce propos: « Pour moi, entre les deux pays, c’est du cinquante - cinquante ».
Il joue son premier match avec le Burkina Faso contre le Cap-Vert le 9 février 2011.
Djakaridja Koné participe à la CAN 2012 avec le Burkina Faso. Lors de la CAN 2013 en Afrique du Sud, dans le stade Stade Mbombela, il inscrit le troisième but face à l'Éthiopie à la soixante-dix-neuvième minute. Le Burkina Faso gagne par 4 buts à 0, ce qui leur permet de conforter leur place de premier du groupe C.

### Vie privée
Djakaridja Koné est issu d’une famille ivoirienne de 9 enfants et passe son enfance dans un des quartiers les plus pauvres d'Abidjan. Il déclare « Je viens de loin et c’est pour cette raison que, maintenant que je suis bien, je donne aux autres. », Djakaridja Koné est en effet parrain d’un orphelinat de presque 60 enfants et organise des dons du sang au Burkina Faso.
En février 2024, l'ex footballeur international décide de mettre son expertise au service de la Fédération Burkinabè de Football.

## Palmarès
Dinamo Bucarest
- Coupe de Roumanie (1) :
  - Vainqueur : 2011-12.
  - Finaliste : 2010-11.

 Burkina Faso
```
CAN 2013
 : 
Vice-champion
```

## Distinctions honorifiques
Au vu des bons résultats engrangés par le Burkina à la CAN 2013, Djakaridja Koné ainsi que d'autres joueurs ont été décorés de la médaile de Chevalier de l’ordre National du Burkina.